# Silba laevis
Silba laevis är en tvåvingeart som först beskrevs av Mario Bezzi 1920.  Silba laevis ingår i släktet Silba och familjen stjärtflugor. Inga underarter finns listade i Catalogue of Life.